# Опипрамол
Опипрамол (Opipramol, действующее вещество: 5-[3-(4-Оксиэтил-пиперазинил-1)-пропил]-5Н-дибензо[b, f]-азепин) — лекарственное средство из группы антидепрессантов. Торговые названия: «Инсидон», «Прамолон», «Insomnin».
В России изъят из оборота лекарственных средств.

## Общая информация
По структуре близок к имипрамину. Отличается наличием оксиэтилпиперазиновой группы в боковой цепи (такой, как у нейролептика флуфеназина).
Обладает умеренной антидепрессивной активностью, но вместе с тем оказывает определённое нейролептическое (транквилизирующе-седативное) действие. Обладает противорвотной активностью.
Применяют при нетяжёлых депрессивно-тревожных состояниях, психовегетативных нарушениях, сопровождающихся страхом, напряжением, нарушением сна и др. Эффект наступает обычно через 10—14 дней от начала лечения.
Назначают внутрь взрослым по 0,05—0,1 г (1—2 драже; рекомендуется принимать вечером) или по 0,05 г 2—3 раза в сутки. Детям в возрасте старше 6 лет назначают по 0,05 г (1 драже) 1—2 раза в сутки.
Побочные явления (головокружение, эйфория, возбуждение, сухость во рту, тахикардия) наблюдаются редко.
Противопоказания такие же, как для имипрамина.
Хранение: список Б.